# Ronnie y Donnie Galyon
Ronnie y Donnie Galyon (Dayton, Ohio; 28 de octubre de 1951-Ib; 4 de julio de 2020) fueron dos hermanos gemelos siameses estadounidenses. Según el Libro Guinness de los récords 2009, los Galyon fueron los gemelos siameses más longevos del mundo, y, desde el 29 de octubre de 2014, poseían el récord mundial como los siameses más longevos de la historia al superar a los anteriores, Giacomo y Giovanni Battista Tocci.
Nacieron en el St. Elizabeth Hospital en Dayton, Ohio, el 28 de octubre de 1951, del matrimonio formado por Wesley y Eileen Galyon. Estaban unidos cara a cara desde el esternón a la ingle, compartiendo varios órganos y un solo par de genitales, aunque cada uno tenía sus dos brazos y dos piernas. Después de una estancia de dos años en el hospital, se determinó que no podían ser separados. Las escuelas locales consideraron a los gemelos una distracción por lo que no fueron escolarizados, mostrando analfabetismo funcional.
Con nueve hijos en total que criar, su padre Wesley decidió llevar a los gemelos en giras por ferias y carnavales como fenómenos. Los niños fueron exhibidos en barracas de feria (sideshows) por todo EE. UU. y más tarde en Latinoamérica. Sus recorridos los hicieron famosos y les proporcionaron ingresos más que suficientes para apoyar a su numerosa familia. Los gemelos luego intentaron unirse al Ejército, pero no fueron aceptados.
En 1991, después de tres décadas en el espectáculo, se retiraron y mudaron a su primera casa independiente en Dayton, Ohio, en una casa adquirida y adaptada con sus ingresos de las exhibiciones. Participaban en las actividades de la comunidad y vivían una vida mayormente normal e independiente gracias a una silla de ruedas especial doble. A pesar del retiro, los gemelos hicieron numerosas apariciones televisivas. Aparecieron en The Jerry Springer Show en 1997, en un documental de Discovery Channel en 1998 y en un documental de Channel Five en 2009.
En ese mismo año 2009, Ronnie padeció una grave infección pulmonar, que puso en peligro a ambos. Después de su hospitalización, requerían atención las 24 horas. Su hermano más joven Jim y su esposa Mary, que vivían en la misma ciudad, no podían llevarlos a su casa porque no estaba adaptada a sus necesidades, hasta que un gran número de donaciones y voluntarios de la comunidad local ayudaron en las reformas de la casa para poder traerlos con ellos. El 22 de diciembre de 2010, TLC estrenó The World's Oldest Conjoined Twins Move Home en donde se documentó el proceso de reformas del nuevo hogar, la recuperación de los gemelos y su regreso a la comunidad.
Fallecieron el 4 de julio de 2020 a los sesenta y ocho años.